# Louis Bosset
Louis Bosset (* 26. April 1880 in Payerne; † 28. Juni 1950 ebenda, reformiert, heimatberechtigt in Avenches) war ein Schweizer Archäologe.

## Leben
Louis Bosset kam am 26. April 1880 in Payerne als Sohn des freisinnigen Politikers Fritz Bosset zur Welt. Bosset besuchte zunächst das Humanistische Gymnasium in Payerne, anschliessend erhielt er 1897 eine Ausbildung zum Architekten am Technikum in Biel. Nach abgelegten Praktika in Zürich und Winterthur schloss Bosset ein Studium am Polytechnikum Wien am. Im Anschluss absolvierte er weitere Praktika im Ausland, vor allem in Dresden.
Ab 1903 war Bosset als Architekt in Payerne tätig. Ab 1910 arbeitete er mit dem Kantonsarchäologen Albert Naef an der Erforschung und Restaurierung des Amphitheaters, des Mauerrings und des Osttors von Aventicum, wo er später die Ausgrabungen des Theaters und des Tempels Le Cigognier leitete.
Ab dem Jahr 1934 trat Bosset eine Stelle als Kantonsarchäologe an. In dieser Funktion restaurierte er die Pfarrkirche und die Abtei von Payerne und überwachte die Arbeiten am Schloss Chillon sowie an der Kathedrale in Lausanne. Die 1939 entdeckte angebliche Goldbüste Mark Aurel von Avenches gilt heute als Fälschung.
Daneben amtierte Bosset zwischen 1929 und 1941 als Stadtpräsident von Payerne. Ferner präsidierte er von 1936 bis 1937 die Société vaudoise d'histoire et d'archéologie, von 1937 bis 1950 die Gesellschaft Pro Aventico sowie von 1947 bis 1949 die Schweizerische Gesellschaft für Ur- und Frühgeschichte.
Er war verheiratet mit Léonie, der Tochter des Kaufmanns Benjamin Perrin. Louis Bosset verstarb am 28. Juni 1950 knapp nach Vollendung seines 70. Lebensjahres in Payerne. Er war ein Cousin von Norbert Bosset.